# Otto Ehrenreich von Abensperg und Traun

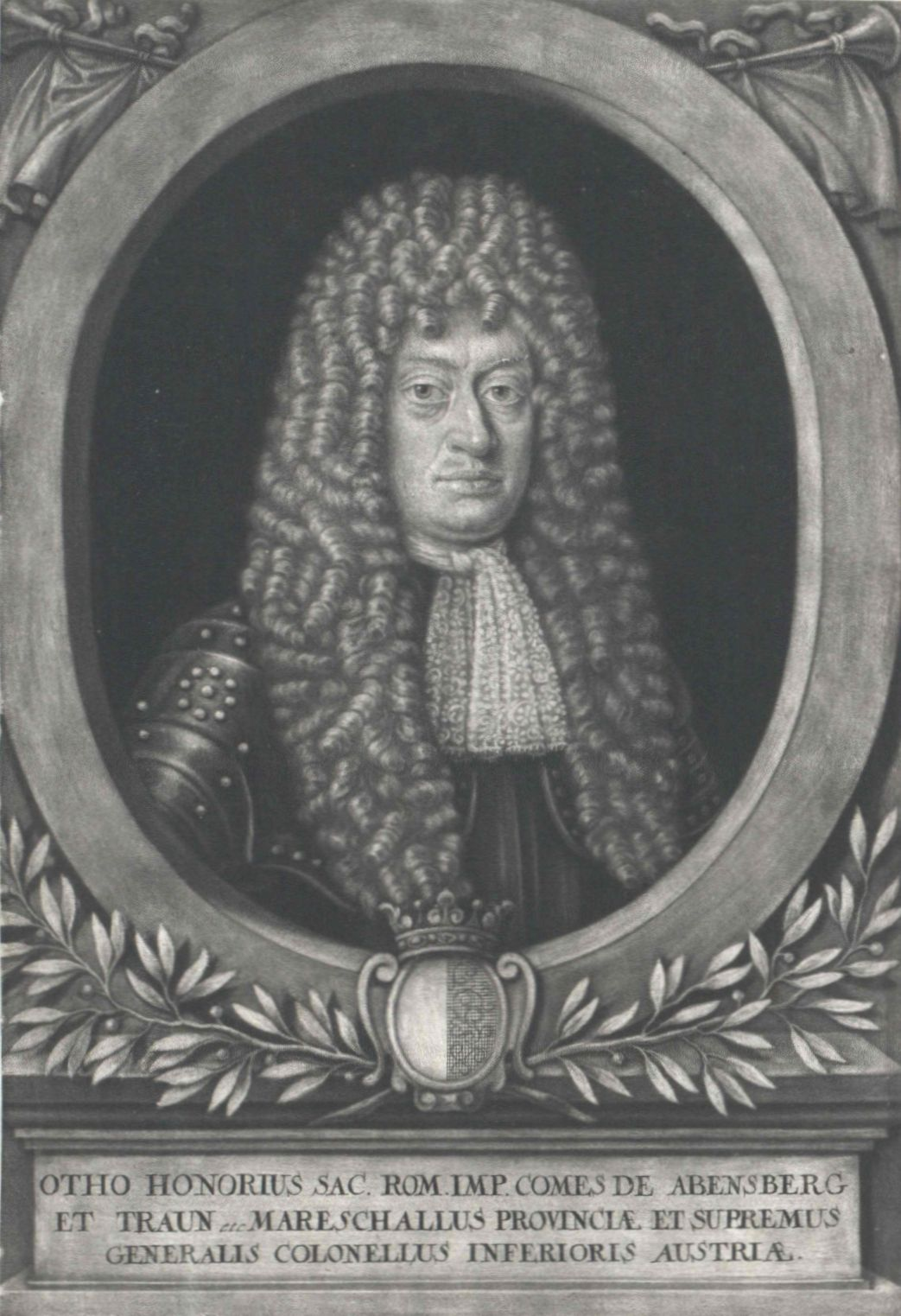
Otto Ehrenreich von Abensperg und Traun (1644–1715)

Otto Ehrenreich von Abensperg und Traun (* 13. März 1644 in Aggstein; † 8. September 1715 in Wien) war k. k. Kämmerer, wirklicher geheimer Rat, Landmarschall und General-Landoberster in Österreich unter der Enns.

## Leben
Er entstammt der Meißauer Linie der Familie Abensperg und Traun. Sein Großvater war Sigmund Adam von Traun. Seine Eltern waren Ehrenreich von Traun (* 28. Juli 1610; † 19. Februar 1659) und dessen erste Ehefrau Regine Christine von Sinzendorf (* 1611; † 30. August 1652).
Während der Belagerung von Wien 1683 war er Delegierter der Stände der Verteidigungskommission und Präsident des Ständeausschusses zur Verteidigung von Wien.
Er erbte 1690 von seinem Vetter Joseph (* 1685) die Fideicommissgüter Eglof, Traun, Petronell und nahm auch dessen Sitz auf der schwäbischen Grafenbank ein. Im gleichen Jahr wurde er Landmarschall der Niederösterreichischen Landstände. Das 1683 von den Türken verbrannte Schloss Petronell ließ er renovieren.
Für seine Leistungen erhielt er 1694 vom spanischen König Karl II. den Orden vom Goldenen Vließ. Von Kaiser Leopold I erhielte er am 19. Juli 1705 das oberste Erb-Panier- und Fähnrichsamt in Österreich unter und ob der Enns.

## Familie
Otto heiratete am 6. Februar 1668 die Freiin Maria Christina von Zinzendorf und Pottendorf (* 19. September 1650; † 30. November 1689). Das Paar hatte mehrere Kinder:
- Maximilian Albrecht († 1669)
- Regina Maria Christina (1670–1690)
- Maria Josepha (1672–1756), Nonne
- Franz Anton (* 4. Juni 1674; † 12. September 1745), Generaladjutant ⚭ Gräfin Eleonóra Mária Teréz Bonaventura Pálffy ab Erdöd (* 7. November 1682; † 7. September 1729), Tochter von Nikolaus Pálffy ab Erdöd -> Stammvater des badenschen Zweiges
- Margaretha Christina (* 21. Oktober 1677; † 1725) ⚭ Graf Gábor Esterházy de Galántha (* 15. April 1673; † 13.  Dezember 1704), Sohn von Paul I. Fürst Esterházy
- Christoph Julius Ehrenreich (* 6. März 1679; † 1704) ⚭ Gräfin Maria Maximiliana von Althann (* 1675; † 1751)
- Marie Ernestine (1682–1729), Nonne

Nach dem Tod seiner ersten Frau heiratete er am 2. September 1691 die Gräfin Esther Juliana Apollonia von Oppersdorff (* 3. Februar 1663; † 16. Oktober 1701). Das Paar hatte eine Tochter namens Eleonore (1696–1698).
Zuletzt heiratete er am 15 Jul 1704 die Gräfin Maria Elisabeth von Lengheim (* 24. Januar 1666; † 10. Mai 1719), Witwe von Helmhard Christoph Ungnad von Weißenwolf. Das Paar hatte noch einen Sohn und drei Töchter:
- Johann Adam (* 30. April 1705; † 13. Dezember 1786) ⚭ Gräfin Marie Apollonie von Sinzendorf (* 17. November 1711; † 21. Februar 1771)
- Marie Josepha (* 28. April 1706; † 1755) ⚭ 1726 Graf Maximilian August Joseph von Frankenberg-Ludwigsdorf († 16. Januar 1760)[2]
- Marie Katharina (* 27. September 1707; † 1708)
- Marie Christine (* 2. August 1709; † 1766)

⚭ Graf Ferdinand Boymont zu Payrsberg (1700–1743), Oberstleutnant
⚭ 1751 Graf Adam von Kéry